# La reina del trópico
La reina del trópico es una película musical mexicana de 1946, dirigida, producida y escrita por Raúl de Anda, y protagonizada por María Antonieta Pons y Luis Aguilar. 

## Argumento
En Papantla, Veracruz, la huérfana María Antonia (María Antonieta Pons) vive con Don Anselmo (Arturo Soto Rangel), patrón vainillero y su esposa Trini (María Gentil Arcos), quienes la recogieron desde muy pequeña. Llega de la capital el abogado Esteban (Carlos López Moctezuma), hijo de Don Anselmo, y en la fiesta del Corpus la joven lo deslumbra con su belleza y su baile. Él entonces la hace beber mucho para poseerla. Después, regresa a la capital prometiéndole a María Antonia volver por ella cuando el haya triunfado. Don Anselmo enferma gravemente y la muchacha decide viajar para decírselo a Esteban, quien no la quiere recibir en su lujoso departamento. María Antonia esta sola y a merced de los peligros de la ciudad, hasta que conoce al joven Andrés (Luis Aguilar) y su amigo Pizarrín (Fernando Soto "Mantequilla"), quienes la hospedan en su vecindad.

## Reparto
- María Antonieta Pons ... María Antonia
- Luis Aguilar ... Andrés
- Carlos López Moctezuma ... Esteban
- Fernando Soto "Mantequilla" ... Pizarrín
- Arturo Soto Rangel ... Don Anselmo
- María Gentil Arcos ... Doña Trini
- Emma Roldán ... Doña Gumersinda

## Comentarios
Cuando se dice que María Antonieta Pons es la Reina del trópico, es verdad, porque es el nombre de una película que protagonizó rodeada de grandes actores. Para justificar su acento cubano, le asignaron aquí el papel de una huérfana, cuyo origen se desconocía, por lo cual una pareja de campesinos la adopta; la trama sucedía en Papantla, Veracruz.
Aun cuando ella tratara de ser modosa, no dejaba de escuchar el llamado de la música, y a la menor provocación, se movía en la pista, con la compañía de otro bailarín cubano que destacó en el cine mexicano: Kiko Mendive, que preparó varias coreografías que le veíamos ejecutar a esta artista.